# سيدو بانسى
سيدو بانسى (بالإنجليزية: Seidu Bancey)‏ (15 مايو 1990 بتيما في غانا - ) هو لاعب كرة قدم غاني في مركز الهجوم. لعب مع أشانتي كوتوكو ونادي سموحة ونادي غلطة سراي ‏ وCape Coast Ebusua Dwarfs ‏.

## وصلات خارجية
- سيدو بانسى على موقع قاعدة بيانات كرة القدم.إي يو (الإنجليزية)